# 細川亜衣
細川 亜衣（ほそかわ あい、旧姓：米沢（よねざわ）、1972年（昭和47年） - ）は、日本の料理家、料理研究家。夫は細川護光。

## 来歴
神奈川県生まれ。幼少期から母親の料理本や料理雑誌を読みあさり、料理の道を志す。聖心女子大学在学中は、料理雑誌の編集者を目指して出版社でアルバイトをしていたが、憧れていた料理研究家有元葉子の教室に通ったことをきっかけに、大学卒業後はイタリアへ渡る。
帰国後は料理に関する著作活動や料理教室を開き、2009年、細川護熙の長男・細川護光との結婚を機に熊本県へ移住。
娘と3人で暮らしている。

## 単著

### 米沢亜衣名義
- 『わたしのイタリア料理』（柴田書店、2004年）ISBN 978-4388059591
- 『イタリア料理の本』（アノニマ・スタジオ、2007年）ISBN 978-4877586492
- 『イタリア料理の本・2 』（アノニマ・スタジオ、2009年）ISBN 978-4877586867
- 『愛しの皿』（筑摩書房、2010年）ISBN 978-4480878243
- 『10 recipes 30 volumes』（リムアート、2010年）

### 細川亜衣名義
- 『食記帖』（リトル・モア、2013年） ISBN 978-4898153666
- 『スープ』（リトル・モア、2014年） ISBN 978-4898153901
- 『野菜』（リトル・モア 、2017年） ISBN 978-4898154526
- 『パスタの本』（リトル・モア、2017年） ISBN 978-4877587635